# Awitaminoza
Awitaminoza – schorzenie strukturalne lub funkcjonalne spowodowane całkowitym brakiem lub znaczącym niedoborem określonej witaminy w organizmie. Różne awitaminozy mogą być skutkiem zarówno niedoboru witamin w pokarmie, jak również zaburzeniem wchłaniania lub metabolizmu (np. przekształcanie prowitamin w witaminy). Poszczególne awitaminozy prowadzą do różnych chorób:
- Awitaminoza witaminy A prowadzi do ślepoty zmierzchowej (tzw. kurzej ślepoty) oraz zespołu suchego oka[1].
- Awitaminoza witaminy B1 prowadzi do choroby beri-beri[1].
- Awitaminoza witaminy B3 (PP) prowadzi do pelagry[1].
- Awitaminoza witaminy B12 prowadzi do niedokrwistości Addisona-Biermera (niedokrwistość megaloblastyczna)[1].
- Awitaminoza witaminy C prowadzi do szkorbutu[1].
- Awitaminoza witaminy D prowadzi do krzywicy[1].
- Awitaminoza witaminy K prowadzi do skazy krwotocznej oraz różnych innych schorzeń krzepliwości krwi[1].